# Гарабогаз (порт)
Гарабогаз (прежнее название — Бекдаш; туркм. Garabogaz port nokady) — портовый пункт в Туркменистане. Расположен в северо-восточной части бухты Бекдаш, на юге города Гарабогаз.
Портовый пункт относится к Туркменбашинскому порту.

## История
Портовый пункт был построен в 1982—1986 годах. В 2018 году была проведена полная реконструкция порта. В проекте участвовал консорциум японской Mitsubishi Corporation и турецкой строительной компании Gap Insaat. Частью проекта также являлось строительство завода по производству аммиака стоимостью 1,35 млрд долл. США. Карбамидо-аммиачный завод «Гарабогазкарбамид» был введён в строй в 2018 году.

## Описание
В портовом пункте имелось 2 пристани и пирс паромной переправы.
В настоящее время порт имеет только причал-пирс.
Порт выполняет грузовые перевозки для завода «Гарабогазкарбамид» государственного концерна «Туркменхимия».
Длина судоходного канала порта составляет 2,2 км, ширина — 100 м, а глубина — 8 м.